# Mailley-et-Chazelot
Mailley-et-Chazelot – miejscowość i gmina we Francji, w regionie Burgundia-Franche-Comté, w departamencie Górna Saona.
Według danych na rok 1990 gminę zamieszkiwało 505 osób, a gęstość zaludnienia wynosiła 20 osób/km² (wśród 1786 gmin Franche-Comté Mailley-et-Chazelot plasuje się na 314. miejscu pod względem liczby ludności, natomiast pod względem powierzchni na miejscu 61.).